# Duran Duran
Duran Duran este o formație pop rock engleză aparținând curentului New Wave care a devenit cunoscută pentru hiturile sale electrizante și clipurile video pline de viața. Dintre toate formațiile ce fac parte din curentul New Romantic, Duran Duran a avut cel mai mare succes comercial și a devenit liderul formațiilor britanice care au invadat piata americană. Cu toate că înca e considerată o formație a anilor 80, Duran Duran a continuat să înregistreze și sa aibă succes în cei 30 de ani de activitate.
Formația a vândut peste 70 de milioane de discuri în lume, are 18 single-uri în Billboard Hot 100 și 40 în Top 40 din UK Single Chart. Printre single-uri se numară „Rio”, „Hungry Like a Wolf”, „Is there something I should know?”, „The Reflex”, „A View to a kill”, tema filmului James Bond, din anii 80 și „Ordinary World” și „Come Undone” de la începutul anilor 90. Duran Duran a fost înființată de Nick Rhodes (clape) și John Taylor (chitară bas). Lor li s-au alăturat mai apoi Roger Taylor (tobe), Andy Taylor (chitară) și Simon le Bon (voce). Nici unul dintre cei trei Taylor nu sunt rude.

## Compoziție
Chitaristul Warren Cuccurullo a făcut și el parte din formație în perioada 1989-2001, iar bateristul Sterling Cambell a fost membru al formației din 1989 pâna în 1991. Deși formația nu s-a destramat niciodată, a suferit totuși mai multe modificări de-a lungul anilor. Reunirea celor cinci membri fondatori la începutul lui 2000 a generat agitație în lumea muzicala și în rândul fanilor.
Duran Duran a lansat în 2004 primul album în formula inițiala intitulat „Astronaut” iar următorul urmează a fi lansat la începutul anului 2007.